# Herbram
Herbram ist ein nördlicher Stadtteil von Lichtenau in Nordrhein-Westfalen, Deutschland und gehört zum Kreis Paderborn. Herbram ist ein Teil der Region Bürener Land.

## Geografie

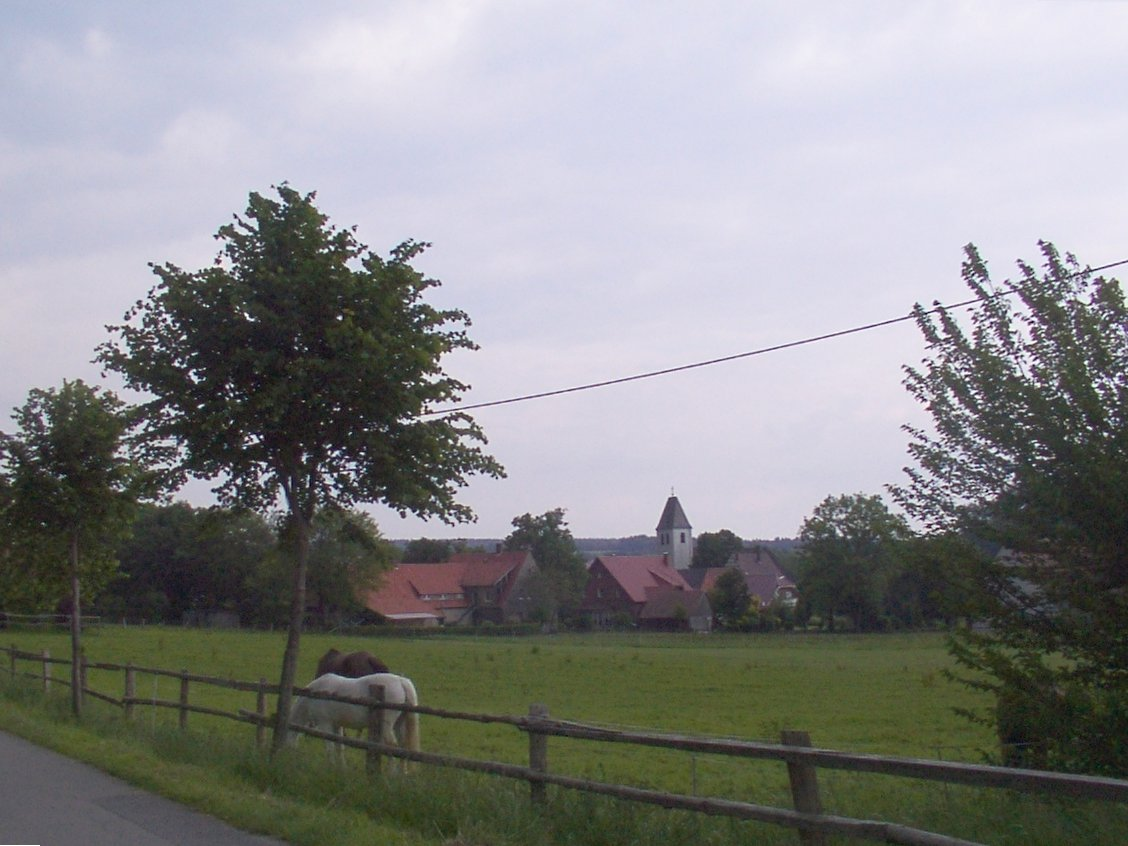
Blick auf Herbram

Altes Wappen von Herbram

### Nachbarorte
Beginnend im Norden grenzen an Herbram im Uhrzeigersinn der Altenbekener Ortsteil Schwaney, die Lichtenauer Stadtteile Herbram-Wald, Asseln und Iggenhausen, sowie der Paderborner Stadtteil Dahl. Diese Orte gehören alle zum Kreis Paderborn.

### Klima
Herbram gehört wie Ostwestfalen-Lippe insgesamt zum ozeanischen Klimabereich Nordwestdeutschlands, dem es geringe Temperaturgegensätze und milde Winter verdankt. Allerdings sind schon kontinentale Einflüsse wirksam. So liegt die Temperatur im Sommer höher und die Nächte sind kühler als in größerer Nähe zur Küste. Die Lage am Rand des Eggegebirges bedingt ein submontanes Klima der Mittelgebirgsstufe mit kühleren Temperaturen und höherem Niederschlag als in anderen Lagen des Kreisgebiets.

## Geschichte

### Vorgeschichte
Im Grenzbereich zum Nachbarort Asseln liegt ein bronzezeitliches Hügelgräberfeld. 4 der 16 Hügelgräber liegen nördlich von Steinhaus in der Feldflur Herbrams.

### Ersterwähnung
Mangels aussagekräftiger Quellen kann zum Alter des Ortes keine Aussage getroffen werden. Die schriftliche Überlieferung beginnt erst im 13. Jahrhundert.

### Mittelalter
1360 verpfändeten die Herren von Herse sechs Hufen bei Herbram an die Raben von Canstein. In der Literatur wird das ebenfalls erwähnte und zur Hälfte verpfändete „Schloss“ mit Heerse statt mit Herbram in Verbindung gebracht, wobei vom Namen nur das „H“ als erster Buchstabe zu erkennen ist.
Im Mittelalter befand sich dennoch südlich der heutigen St. Johannes Bapt. Kirche die Burg zu Herbram der Herren von Herse, die 1443 zusammen mit dem Großteil des Dorfes an die Herren von Westphalen verkauft wurde, da das Aussterben der Herren von Herse abzusehen war. Diese Güter trugen sie vom Stift Heerse zu Lehen.
Schon 1394 war es zu einer vorübergehenden Teilung der Güter zu Herbram zwischen den Brüdern Ludolph und Hermann von Herse gekommen. Michael Lagers vermutet, dass sich Hermann von Herse die Burg in Herbram erbauen ließ, da er im selben Jahr seinen Anteil der Burg Driburg an seinen Bruder verkaufte.
Den Verkauf an die Westphal versuchte Heinrich Valepage, ein Enkel Hermann von Herses, vergeblich mit den Mitteln der Fehde anzufechten.
Ebenfalls 1443 erwarben die Westphal das Freigericht Herbram aus der Erbmasse der Herren von Driburg von den Herren von Oeynhausen und den Rebock. Der Freistuhl ging von den Bischöfen von Paderborn zu Lehen.
1450 verkaufte das Kloster Böddeken seine Güter in Herbram an die Herren von Westfalen, weil das Kloster sie nicht schützen konnte. Damit besaßen die Herren von Westfalen das ganze Dorf Herbram.
Der Zusammenhang der genannten Burg mit dem Gut Herbram und der ebenfalls abgegangenen Imburg kann bisher trotz lokaler Tradition und des angeblich von der Burg Herbram übertragenen Status als Rittergut nicht direkt verifiziert werden, da die von Westphalen drei Rittersitze in Herbram besaßen.

### Gerichte und Amtszuordnung
Bis zum Ende des Hochstifts Paderborn stand den Herren von Westphalen das Patrimonialgericht innerhalb der Zäune des Dorfes Herbram zu. In der Feldmark war das Gogericht der „vesten tho Masenheim“ zuständig. Daneben gab es noch das schon erwähnte Freigericht Herbram.
Im Spätmittelalter begannen die Landesherrn Rechte räumlich in Ämtern verwalten zu lassen. In der sich entwickelnden Amtsverfassung des Hochstifts Paderborn kam es noch zu manchen Umstrukturierungen. So gehörte Herbram um 1600 zum Rentamt Dringenberg. Am Ende dieser Entwicklung war der Ort dann dem Amt Lichtenau zugeordnet, wobei aber das Rentamt Dringenberg einige Zuständigkeiten in Herbram behalten hatte. Ebenso gehörte die Gerichtsbarkeit zum Teil zu den Aufgaben der Ämter.
Nach der preußischen Machtübernahme wurde 1804 ein moderneres Gerichtssystem eingeführt, wobei die Patrimonialgerichtsbarkeit bis 1849 erhalten blieb. Im Königreich Westphalen gehörte Herbram zum Kanton Lichtenau im Departement der Fulda. Die Kantone wurden zunächst von Preußen als Verwaltungsbezirke übernommen. Ab 1844 hieß es dann wieder Amt Lichtenau. Bei dieser Zuordnung blieb es bis 1974.

### Kommunale Neugliederung
Vor dem 1. Januar 1975 gehörte die damalige Gemeinde Herbram zum Amt Lichtenau im Kreis Büren. Mit Inkrafttreten des Sauerland/Paderborn-Gesetzes an diesem Tage wurden die meisten Gemeinden des Amtes Atteln mit den Gemeinden des Amtes Lichtenau und somit auch Herbram zur neuen Stadt Lichtenau zusammengelegt und kamen mit dieser zum Kreis Paderborn.
Rechtsnachfolgerin des aufgelösten Amtes Lichtenau und der Gemeinde Herbram ist die Stadt Lichtenau.

## Politik
Ortsvorsteher von Herbram war bis zu seinem Tod 2015 Volker Jung.